# Aske
Aske  (en español cenizas) es un EP y segundo lanzamiento de la banda noruega de black metal Burzum. Fue grabado en septiembre de 1992, y publicado en marzo de 1993. El encargado del bajo es Samoth de la banda Emperor.
La portada es una fotografía de la iglesia de Fantoft después de su incendio provocado el 6 de junio de 1992. Varg Vikernes (Count Grishnackh) fue sospechoso de la quema de la iglesia, asimismo también fue el que realizó la foto.  Una edición especial de Aske fue publicado con un mechero. En el álbum Burzum, hay otra versión de la canción A Lost Forgotten Sad Spirit.
Después el álbum fue difundido por Varg Vikernes y Samoth y vendido en forma de cinta con su antiguo nombre, "Inn I Drømmens Slott".
Aske fue posteriormente reeditado como Burzum / Aske, junto con las canciones de su álbum debut Burzum.

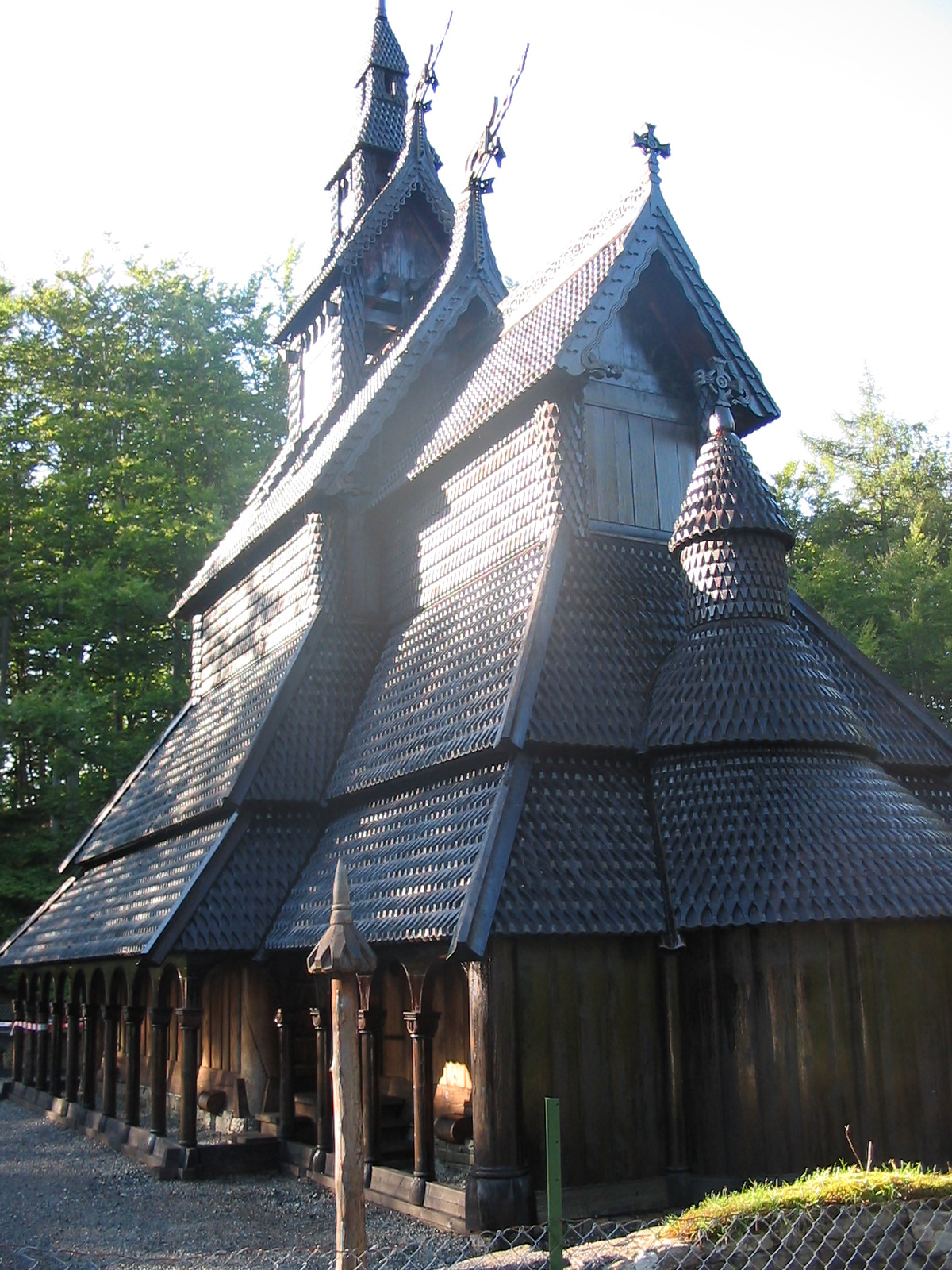
La iglesia de Fantoft reconstruida tras el incendio.

## Lista de canciones
1. "Stemmen Fra Tårnet"  – 6:09
2. "Dominus Sathanas"  – 3:02
3. "A Lost Forgotten Sad Spirit" – 10:51

## Créditos
- Count Grishnackh – Voz, guitarra eléctrica, batería.
- Samoth – Bajo en los temas 1 y 3.